# Noir (album B.A.P)
Noir – drugi album studyjny południowokoreańskiej grupy B.A.P, wydany 7 listopada 2016 roku przez wytwórnię TS Entertainment. Płytę promował singel „Skydive”. Sprzedał się w nakładzie 52 812 egzemplarzy w Korei Południowej (stan na grudzień 2016 r.).

## Lista utworów
| Nr  | Tytuł                                          | Słowa                                                          | Kompozycja                                                              | Aranżacja                                  | Czas |
| --- | ---------------------------------------------- | -------------------------------------------------------------- | ----------------------------------------------------------------------- | ------------------------------------------ | ---- |
| 1.  | "Le Noir"                                      | Bang Yong-guk                                                  | Bang Yong-guk, Kim Chang-rak, Kang Ki-hoon (Clumsy, Lee Ji-woo (Clumsy) | Kang Ki-hoon (Clumsy), Lee Ji-woo (Clumsy) | 2:28 |
| 2.  | "Skydive"                                      | Bang Yong-guk, Mafly, Ponde, Rjanah, Dear.D                    | Jin Suk Choi, Tim Hawes, Obi Mhondera                                   | Jin Suk Choi                               | 3:56 |
| 3.  | "Ribbon In The Sky"                            | Bang Yong-guk, Kim Chang-rak                                   | Bang Yong-guk, Kim Chang-rak                                            | Bang Yong-guk, Kim Chang-rak               | 3:27 |
| 4.  | "Killer"                                       | Bang Yong-guk, Kim Tae-wan                                     | Ye-Yo!, Kim Tae-wan                                                     | Ye-Yo!                                     | 3:33 |
| 5.  | "Fermata" (Himchan, Daehyun, Youngjae, Jongup) | Bang Yong-guk, Kim Chang-rak, Han Kyung-soo, Kim Seo-jung      | Bang Yong-guk, Kim Chang-rak                                            | Bang Yong-guk, Kim Chang-rak, Devil Cat    | 3:23 |
| 6.  | "Pray" (kor. 주소서 Jusoseo) (Bang & Zelo))    | Bang Yong-guk, Zelo                                            | Bang Yong-guk, Kim Chang-rak                                            | Bang Yong-guk, Kim Chang-rak               | 3:51 |
| 7.  | "I Guess I Need U"                             | Bang Yong-guk, Zelo, Park Su-seok, Kim Chang-rak, Park Eun-woo | Park Su-seok, Kim Chang-rak                                             | Park Su-seok                               | 3:23 |
| 8.  | "Chiquita"                                     | Bang Yong-guk, Mafly, Keyfly, Kim Chang-rak                    | Erik Lidbom, Ylva Dimberg                                               | Erik Lidbom                                | 2:54 |
| 9.  | "Walking" (kor. 걸어가 Geol-eoga)              | Roydo, Wonderkid, BreadBeat, Bang Yong-guk                     | Wonderkid, Roydo, Breadbeat                                             | Wonderkid, Roydo, BreadBeat                | 3:56 |
| 10. | "Now" (kor. 지금 Jigeum) (Jongup solo)         | Moon Jong-up, Ha Joo-ho                                        | Moon Jong-up Ha Jooho                                                   | Park Su-seok                               | 3:10 |
| 11. | "Kingdom" (Korean ver.)                        | Park Su-seok, Park Eun-woo, Sleepy                             | Park Su-seok, Park Eun-woo                                              | Park Su-seok, Park Eun-woo                 | 3:50 |
| 12. | "Skydive" (Inst.)                              |                                                                | Jin Suk Choi, Tim Hawes, Obi Mhondera                                   | Jin Suk Choi                               | 3:56 |
| 13. | "Fermata" (Inst.)                              |                                                                | Bang Yong-guk, Kim Chang-rak                                            | Bang Yong-guk, Kim Chang-rak, Devil Cat    | 3:23 |

## Notowania
| Lista                    | Pozycja |
| ------------------------ | ------- |
| Gaon Weekly Album Chart  | 2       |
| Gaon Monthly Album Chart | 7       |
| Gaon Yearly Album Chart  | 55      |
| Five Music (Tajwan)      | 4       |